# Michał Bajor
Michał Bajor, né le 13 juin 1957 à Głuchołazy (Silésie d'Opole), est un acteur et chanteur polonais.
Il est le fils de l'acteur Ryszard Bajor, et le frère de Piotr Bajor (pl) (également comédien).
Il appartient à l'académie phonographique ZPAV.

## Discographie
- Moja miłość (2015) -  Or
- Moje podróże (2013)
- Od Piaf do Garou - De Piaf à Garou (2011) -  Platine
- Piosenki Marka Grechuty i Jonasza Kofty (2009) -  Platine
- Inna bajka (2007) -  Or
- Za kulisami (2004)
- Twarze w lustrach (2002)
- Kocham jutro (2000)
- Uczucia... (1998)
- Michał Bajor '95 (1995)
- Kings and Queens (1993)
- Michał Bajor '93 (1993)
- Nowe Piosenki (1988)

## Filmographie partielle
- 2001 : Quo vadis ? - Néron
- 1991 : L'Évasion du cinéma Liberté - un critique de cinéma
- 1985 : Medium – Krank, l'assistant
- 1984 : Sans fin - Miecio

## Doublage
- 1988 : Sur le globe d’argent - Marek (rôle : Andrzej Seweryn)

## Récompenses et distinctions
Il reçoit la médaille d'argent du Mérite culturel polonais Gloria Artis en 2005.